# West Sully
West Sully es un territorio no organizado ubicado en el condado de Sully en el estado estadounidense de Dakota del Sur. En el Censo de 2010 tenía una población de 385 habitantes y una densidad poblacional de 0,25 personas por km².

## Geografía
West Sully se encuentra ubicado en las coordenadas 44°42′53″N 100°20′6″O / 44.71472, -100.33500. Según la Oficina del Censo de los Estados Unidos, West Sully tiene una superficie total de 1523.6 km², de la cual 1368.12 km² corresponden a tierra firme y (10.2%) 155.48 km² es agua.

## Demografía
Según el censo de 2010, había 385 personas residiendo en West Sully. La densidad de población era de 0,25 hab./km². De los 385 habitantes, West Sully estaba compuesto por el 97.14% blancos, el 0.26% eran afroamericanos, el 0.78% eran amerindios, el 0% eran asiáticos, el 0% eran isleños del Pacífico, el 0% eran de otras razas y el 1.82% pertenecían a dos o más razas. Del total de la población el 1.3% eran hispanos o latinos de cualquier raza.